# Karl Docekal
Karl Docekal (* 3. September 1919 in Kamegg; † 7. Mai 1979 in Horn) war ein niederösterreichischer Heimatforscher und Grabungstechniker.
Docekal erlernte das Müllerhandwerk, erarbeitete sich aber durch Selbststudium ein gediegenes Wissen zu verschiedenen Fachgebieten wie Geologie, Mineralogie, Ur- und Frühgeschichte. Er galt als wichtige Auskunftsperson in Fragen der Vergangenheit des Waldviertels. Docekal war Freund und Mitarbeiter Josef Höbarths und wurde von diesem als geistiger Erbe und als Aufsicht für sein Museum bestimmt.
Docekal war von 1955 bis zu seinem Ableben als Präparator im Höbarthmuseum der Stadt Horn tätig. Fundbergungen, unter anderen in Horn, Poigen, Mödring und Stallegg, betreute er als Grabungstechniker. Ein besonderer Erfolg seiner Tätigkeit war die Bergung des über drei Meter langen Mammutstoßzahnes von Großweikersdorf im Weinviertel, der heute noch ein Mittelpunkt der Urgeschichtssammlung des Höbarthmuseums ist. Dabei erprobte er ganz neue Bergemethoden.
Docekal beschäftigte sich auch mit experimenteller Archäologie. Seine funktionstüchtigen Modelle bronzezeitlicher Webstühle und steinzeitlicher Steinbohrmaschinen sind auch heute noch als plausibel anerkannt. Sie befinden sich im Museum für Urgeschichte des Landes Niederösterreich in Asparn an der Zaya.
Die Zusammenarbeit oder Freundschaft mit bekannten Urgeschichtsforschern wie Christian Pescheck, Richard Pittioni, Herwig Friesinger, Karl Kromer und Hermann Maurer machten das Höbarthmuseum zeitweise zu einem Mittelpunkt der österreichischen Urgeschichtsforschung.
Seine Tätigkeit als Heimatforscher ließ ihn die Geschichte seiner engeren Heimat Kamegg ergründen. Bedeutende Funde, Befunde und Siedlungen ab dem Mesolithikum wurden von ihm zustande gebracht oder lokalisiert. Docekal veröffentlichte in der Fachzeitschrift Fundberichte aus Österreich.